# Records du golf
 (5 avril 2017).
Cet article regroupe les principaux records du golf mondial.

## Records de titres du Grand Chelem
À partir de 3 tournois remportés. En gras, les joueurs de moins de 50 ans.
| 1                  | Jack Nicklaus                | 1962–1986      | 6         | 4 | 3 | 5 | 18 |                 |           |   |   |   |   |
| 2                  | Tiger Woods                  | 1997-2019      | 5         | 3 | 3 | 4 | 15 |                 |           |   |   |   |   |
| 3                  | Walter Hagen                 | 1914–1929      | 0         | 2 | 4 | 5 | 11 |                 |           |   |   |   |   |
| 4                  | Ben Hogan                    | 1946–1953      | 2         | 4 | 1 | 2 | 9  |                 |           |   |   |   |   |
| 4                  | Gary Player                  | 1959–1978      | 3         | 1 | 3 | 2 | 9  |                 |           |   |   |   |   |
| 6                  | Tom Watson                   | 1975–1983      | 2         | 1 | 5 | 0 | 8  |                 |           |   |   |   |   |
| 7                  | Harry Vardon                 | 1896–1914      | 0         | 1 | 6 | 0 | 7  |                 |           |   |   |   |   |
| 7                  | Bobby Jones                  | 1923–1930      | 0         | 4 | 3 | 0 | 7  |                 |           |   |   |   |   |
| 7                  | Gene Sarazen                 | 1922–1935      | 1         | 2 | 1 | 3 | 7  |                 |           |   |   |   |   |
| 7                  | Sam Snead                    | 1942–1954      | 3         | 0 | 1 | 3 | 7  |                 |           |   |   |   |   |
| 7                  | Arnold Palmer                | 1958–1964      | 4         | 1 | 2 | 0 | 7  |                 |           |   |   |   |   |
| 12                 | Lee Trevino                  | 1968–1984      | 0         | 2 | 2 | 2 | 6  |                 |           |   |   |   |   |
| 12                 | Nick Faldo                   | 1987–1996      | 3         | 0 | 3 | 0 | 6  |                 |           |   |   |   |   |
|                    | Phil Mickelson               | 2004–2021      | 3         | 0 | 1 | 2 |    |                 |           |   |   |   |   |
| 14                 | James Braid                  | 1901–1910      | 0         | 0 | 5 | 0 | 5  |                 |           |   |   |   |   |
| 14                 | John Henry Taylor            | 1894–1913      | 0         | 0 | 5 | 0 | 5  |                 |           |   |   |   |   |
| 14                 | Byron Nelson                 | 1937–1945      | 2         | 1 | 0 | 2 | 5  |                 |           |   |   |   |   |
| 14                 | Peter Thomson                | 1954–1965      | 0         | 0 | 5 | 0 | 5  |                 |           |   |   |   |   |
| 14                 | Seve Ballesteros             | 1979–1988      | 2         | 0 | 3 | 0 | 5  |                 |           |   |   |   |   |
| 14                 | Brooks Koepka                | 2017–2023      | 0         | 2 | 0 | 3 | 5  |                 |           |   |   |   |   |
| 20                 | Tom Morris, Sr.              | 1861–1867      | 0         | 0 | 4 | 0 | 4  | Tom Morris, Jr. | 1868–1872 | 0 | 0 | 4 | 0 |
| 20                 | Willie Park, Sr.             | 1860–1875      | 0         | 0 | 4 | 0 | 4  |                 |           |   |   |   |   |
| 20                 | Willie Anderson              | 1901–1905      | 0         | 4 | 0 | 0 | 4  |                 |           |   |   |   |   |
| 20                 | Jim Barnes                   | 1916–1925      | 0         | 1 | 1 | 2 | 4  |                 |           |   |   |   |   |
| 20                 | Bobby Locke                  | 1949–1957      | 0         | 0 | 4 | 0 | 4  |                 |           |   |   |   |   |
| 20                 | Raymond Floyd                | 1969–1986      | 1         | 1 | 0 | 2 | 4  |                 |           |   |   |   |   |
| 20                 | Irlande du Nord Rory McIlroy | 2011-2014      | 1         | 1 | 1 | 2 | 4  |                 |           |   |   |   |   |
| 20                 | 27                           | Jamie Anderson | 1877–1879 | 0 | 0 | 3 | 4  | 0               | 3         |   |   |   |   |
| 20                 | 27                           | Bob Ferguson   | 1880–1882 | 0 | 0 | 3 | 4  | 0               | 3         |   |   |   |   |
| Tommy Armour       | 27                           | 1927–1931      | 0         | 1 | 1 | 1 |    |                 | 3         |   |   |   |   |
| Denny Shute        | 27                           | 1933–1937      | 0         | 0 | 1 | 2 |    |                 | 3         |   |   |   |   |
| Ralph Guldahl      | 27                           | 1937–1939      | 1         | 2 | 0 | 0 |    |                 | 3         |   |   |   |   |
| Henry Cotton       | 27                           | 1934–1948      | 0         | 0 | 3 | 0 |    |                 | 3         |   |   |   |   |
| Jimmy Demaret      | 27                           | 1940–1950      | 3         | 0 | 0 | 0 |    |                 | 3         |   |   |   |   |
| Cary Middlecoff    | 27                           | 1949–1956      | 1         | 2 | 0 | 0 |    |                 | 3         |   |   |   |   |
| Julius Boros       | 27                           | 1952–1968      | 0         | 2 | 0 | 1 |    |                 | 3         |   |   |   |   |
| Billy Casper       | 27                           | 1959–1970      | 1         | 2 | 0 | 0 |    |                 | 3         |   |   |   |   |
| Larry Nelson       | 27                           | 1981–1987      | 0         | 1 | 0 | 2 |    |                 | 3         |   |   |   |   |
| Hale Irwin         | 27                           | 1974–1990      | 0         | 3 | 0 | 0 |    |                 | 3         |   |   |   |   |
| Nick Price         | 27                           | 1992–1994      | 0         | 0 | 1 | 2 |    |                 | 3         |   |   |   |   |
| Payne Stewart      | 27                           | 1989–1999      | 0         | 2 | 0 | 1 |    |                 | 3         |   |   |   |   |
| Ernie Els          | 27                           | 1994–2002      | 0         | 1 | 2 | 0 |    |                 | 3         |   |   |   |   |
| Vijay Singh        | 27                           | 1998–2004      | 1         | 0 | 0 | 2 |    |                 | 3         |   |   |   |   |
| Pádraig Harrington | 27                           | 2007–2008      | 0         | 0 | 2 | 1 |    |                 | 3         |   |   |   |   |
| Jordan Spieth      | 27                           | 2015-2017      | 1         | 1 | 1 | 0 |    |                 | 3         |   |   |   |   |

## Semaines cumuléesno1mondial
Le classement a été lancé en 1986. Le  25 mars 2013, l'américain Tiger Woods occupe la première place.
À la suite d'une énième opération il quitte peu à peu cette place pour se retrouver en cette fin 2014.... 32e.
Après un chassé-croisé composé uniquement de non-américains à la tête de ce classement son digne successeur n'est autre que 
Rory Mc Ilroy (13 semaines en 2014).
Record au 27/03/2016
- * : numéro 1 mondial actuel

| #   | Joueurs               | Ordre | Majeurs |
| --- | --------------------- | ----- | ------- |
| 683 | Tiger Woods           | 9     | 15      |
| 331 | Greg Norman           | 3     | 2       |
| 99  | Rory McIlroy          | 16    | 4       |
| 97  | Nick Faldo            | 4     | 6       |
| 61  | Severiano Ballesteros | 2     | 5       |
| 56  | Luke Donald           | 15    | 0       |
| 50  | Ian Woosnam           | 5     | 1       |
| 44  | Nick Price            | 7     | 3       |
| 32  | Vijay Singh           | 12    | 3       |
| 26  | Jordan Spieth         | 18    | 2       |
| 22  | Lee Westwood          | 13    | 0       |
| 16  | Fred Couples          | 6     | 1       |
| 15  | David Duval           | 11    | 1       |
| 11  | Adam Scott            | 17    | 1       |
| 9   | Ernie Els             | 10    | 3       |
| 8   | Martin Kaymer         | 14    | 1       |
| 6   | Jason Day *           | 19    | 1       |
| 3   | Bernhard Langer       | 1     | 2       |
| 1   | Tom Lehman            | 8     | 1       |

## Semaines consécutives N°1 mondial
À partir de 52 semaines
| #   | Joueurs     | Périodes                           |
| --- | ----------- | ---------------------------------- |
| 281 | Tiger Woods | 12 juin 2005 au 30 octobre 2010    |
| 264 | Tiger Woods | 15 août 1999 au 4 septembre 2004   |
| 96  | Greg Norman | 18 juin 1995 au 19 avril 1997      |
| 81  | Nick Faldo  | 19 juillet 1992 au 5 février 1994  |
| 54  | Greg Norman | 20 août 1989 au 1er septembre 1990 |

## Titres

### Titres PGA
| Rang | Nom                   | Nai-Déc    | Pays                  | Victoires sur le PGA Tour | Victoires en Majeurs | Début-Fin   | Nb d'années entre 1re et dernière victoire |
| ---- | --------------------- | ---------- | --------------------- | ------------------------- | -------------------- | ----------- | ------------------------------------------ |
| 1    | Sam Snead             | 1912–2002  | États-Unis            | 82                        | 7                    | 1936–1965   | 30                                         |
| 1    | Tiger Woods           | 1975–      | États-Unis            | 82                        | 15                   | 1996-2019   | 23                                         |
| 3    | Jack Nicklaus         | 1940–      | États-Unis            | 73                        | 18                   | 1962–1986   | 25                                         |
| 4    | Ben Hogan             | 1912–1997  | États-Unis            | 64                        | 9                    | 1938–1959   | 22                                         |
| 5    | Arnold Palmer         | 1929–2016  | États-Unis            | 62                        | 7                    | 1955–1973   | 19                                         |
| 6    | Byron Nelson          | 1912–2006  | États-Unis            | 52                        | 5                    | 1935–1951   | 17                                         |
| 7    | Billy Casper          | 1931–2015  | États-Unis            | 51                        | 3                    | 1956–1975   | 20                                         |
| 8    | Walter Hagen          | 1892–1969  | États-Unis            | 45                        | 11                   | 1914–1936   | 23                                         |
| 9    | Phil Mickelson        | 1970–      | États-Unis            | 43                        | 5                    | 1991–2018   | 27                                         |
| 10   | Cary Middlecoff       | 1921–1998  | États-Unis            | 40                        | 3                    | 1945–1961   | 17                                         |
| 11   | Gene Sarazen          | 1902–1999  | États-Unis            | 39                        | 7                    | 1922–1941   | 20                                         |
|      | Tom Watson            | 1949–      | États-Unis            | 39                        | 8                    | 1974–1998   | 25                                         |
| 13   | Lloyd Mangrum         | 1914–1973  | États-Unis            | 36                        | 1                    | 1940–1956   | 17                                         |
| 14   | Vijay Singh           | 1963–      | Fidji                 | 34                        | 3                    | 1993–2008   | 16                                         |
| 15   | Horton Smith          | 1908–1963  | États-Unis            | 32                        | 2                    | 1928–1941   | 14                                         |
| 16   | Harry Cooper          | 1904–2000  | États-Unis            | 31                        | 0                    | 1923–1939   | 17                                         |
|      | Jimmy Demaret         | 1910–1983  | États-Unis            | 31                        | 3                    | 1938–1957   | 20                                         |
| 18   | Leo Diegel            | 1899–1951  | États-Unis            | 30                        | 2                    | 1920–1934   | 15                                         |
| 19   | Gene Littler          | 1930–      | États-Unis            | 29                        | 1                    | 1954–1977   | 24                                         |
|      | Paul Runyan           | 1908–2002  | États-Unis            | 29                        | 2                    | 1930–1941   | 12                                         |
|      | Lee Trevino           | 1939–      | États-Unis            | 29                        | 6                    | 1968–1984   | 17                                         |
| 22   | Rory McIlroy          | 1989–      | Irlande du Nord       | 26                        | 4                    | 2010–2015   | 14                                         |
|      | Henry Picard          | 1906–1997  | États-Unis            | 26                        | 2                    | 1932–1945   | 14                                         |
| 24   | Tommy Armour          | 1894–1968  | Écosse                | 25                        | 3                    | 1920–1938   | 19                                         |
|      | Johnny Miller         | 1947–      | États-Unis            | 25                        | 2                    | 1971–1994   | 24                                         |
| 26   | Gary Player           | 1935–      | Afrique du Sud        | 24                        | 9                    | 1958–1978   | 21                                         |
|      | Macdonald Smith       | 1892–1949  | États-Unis            | 24                        | 0                    | 1924–1936   | 13                                         |
| 28   | Johnny Farrell        | 1901–1988  | États-Unis            | 22                        | 1                    | 1921–1936   | 16                                         |
|      | Raymond Floyd         | 1942–      | États-Unis            | 22                        | 4                    | 1963–1992   | 30                                         |
| 30   | Jim Barnes            | 1886–1966  | Angleterre            | 21                        | 4                    | 1916–1937   | 22                                         |
|      | Willie Macfarlane     | 1890–1961  | États-Unis            | 21                        | 1                    | 1916–1936   | 21                                         |
|      | Lanny Wadkins         | 1949–      | États-Unis            | 21                        | 1                    | 1972–1992   | 21                                         |
|      | Craig Wood            | 1901–1968  | États-Unis            | 21                        | 2                    | 1928–1944   | 17                                         |
|      | Davis Love III        | 1964–      | États-Unis            | 21                        | 1                    | 1987–2015   | 29                                         |
| 35   | Hale Irwin            | 1945–      | États-Unis            | 20                        | 3                    | 1971–1994   | 24                                         |
|      | Bill Mehlhorn         | 1898–1989  | États-Unis            | 20                        | 0                    | 1923–1930   | 8                                          |
|      | Greg Norman           | 1955–      | Australie             | 20                        | 2                    | 1984–1997   | 14                                         |
|      | Doug Sanders          | 1933–      | États-Unis            | 20                        | 0                    | 1956–1972   | 17                                         |
| 39   | Ben Crenshaw          | 1952–      | États-Unis            | 19                        | 2                    | 1973–1995   | 23                                         |
|      | Ernie Els             | 1969–      | Afrique du Sud        | 19                        | 4                    | 1994–2012   | 19                                         |
|      | Doug Ford             | 1922–      | États-Unis            | 19                        | 2                    | 1952–1963   | 12                                         |
|      | Hubert Green          | 1946–      | États-Unis            | 19                        | 2                    | 1971–1985   | 15                                         |
|      | Tom Kite              | 1949–      | États-Unis            | 19                        | 1                    | 1976–1993   | 18                                         |
| 44   | Julius Boros          | 1920–1994  | États-Unis            | 18                        | 3                    | 1952–1968   | 17                                         |
|      | Jim Ferrier           | 1915–1986  | Australie             | 18                        | 1                    | 1944–1961   | 18                                         |
|      | E.J. "Dutch" Harrison | 1910–1982  | États-Unis            | 18                        | 0                    | 1939–1958   | 20                                         |
|      | Nick Price            | 1957–      | Zimbabwe              | 18                        | 3                    | 1983–2002   | 20                                         |
|      | Johnny Revolta        | 1911–1991  | États-Unis            | 18                        | 1                    | 1933–1944   | 12                                         |
| 49   | Bobby Cruickshank     | 1894–1975  | Écosse                | 17                        | 0                    | 1921–1936   | 16                                         |
|      | Harold "Jug" McSpaden | 1908–1996  | États-Unis            | 17                        | 0                    | 1933–1945   | 13                                         |
|      | Curtis Strange        | 1955–      | États-Unis            | 17                        | 2                    | 1979–1989   | 11                                         |
|      | Jim Furyk             | 1970–      | États-Unis            | 17                        | 1                    | 1995–2015   | 21                                         |
| 53   | Jack Burke Jr.        | 1923–      | États-Unis            | 16                        | 2                    | 1950–1963   | 14                                         |
|      | Ralph Guldahl         | 1911–1987  | États-Unis            | 16                        | 3                    | 1931–1940   | 10                                         |
|      | Mark O'Meara          | 1957–      | États-Unis            | 16                        | 2                    | 1984–1998   | 15                                         |
|      | Denny Shute           | 1904–1974  | États-Unis            | 16                        | 3                    | 1929–1939   | 11                                         |
|      | Tom Weiskopf          | 1942–      | États-Unis            | 16                        | 1                    | 1968–1982   | 15                                         |
| 58   | Tommy Bolt            | 1916–2008  | États-Unis            | 15                        | 1                    | 1951–1961   | 11                                         |
|      | Fred Couples          | 1959–      | États-Unis            | 15                        | 1                    | 1983–2003   | 21                                         |
|      | Ed Dudley             | 1901–1963  | États-Unis            | 15                        | 0                    | 1928–1939   | 12                                         |
|      | Bobby Locke           | 1917–1987  | Afrique du Sud        | 15                        | 4                    | 1947–1957   | 11                                         |
|      | Corey Pavin           | 1959–      | États-Unis            | 15                        | 1                    | 1984–2006   | 23                                         |
|      | Mike Souchak          | 1927–2008  | États-Unis            | 15                        | 0                    | 1955–1964   | 10                                         |
| 64   | Bruce Crampton        | 1935–      | Australie             | 14                        | 0                    | 1961–1975   | 15                                         |
|      | Jock Hutchison        | 1884–1977  | Écosse États-Unis     | 14                        | 2                    | 1918–1928   | 11                                         |
|      | Kenny Perry           | 1960–      | États-Unis            | 14                        | 0                    | 1991–2009   | 19                                         |
|      | Hal Sutton            | 1958–      | États-Unis            | 14                        | 1                    | 1982–2001   | 20                                         |
|      | Joe Turnesa           | 1901–1991  | États-Unis            | 14                        | 0                    | 1924–1933   | 10                                         |
|      | Ken Venturi           | 1931–      | États-Unis            | 14                        | 1                    | 1957–1966   | 10                                         |
|      | Art Wall Jr.          | 1923–2001  | États-Unis            | 14                        | 1                    | 1953–1975   | 23                                         |
| 71   | Billy Burke           | 1902–1972  | États-Unis            | 13                        | 1                    | 1927–1940   | 14                                         |
|      | Mark Calcavecchia     | 1960–      | États-Unis            | 13                        | 1                    | 1986–2007   | 22                                         |
|      | David Duval           | 1971–      | États-Unis            | 13                        | 1                    | 1997–2001   | 5                                          |
|      | Dave Hill             | 1937–2011  | États-Unis            | 13                        | 0                    | 1961–1976   | 16                                         |
|      | Joe Kirkwood, Sr.     | 1897–1970  | Australie             | 13                        | 0                    | 1923–1933   | 11                                         |
|      | Bruce Lietzke         | 1951–      | États-Unis            | 13                        | 0                    | 1977–1994   | 18                                         |
|      | Craig Stadler         | 1953–      | États-Unis            | 13                        | 1                    | 1980–2003   | 24                                         |
|      | David Toms            | 1967–      | États-Unis            | 13                        | 1                    | 1997–2011   | 15                                         |
|      | Adam Scott            | 1980–      | Australie             | 13                        | 1                    | 2003–2016   | 14                                         |
| 80   | George Archer         | 1939–2005  | États-Unis            | 12                        | 1                    | 1965–1984   | 20                                         |
|      | Paul Azinger          | 1960–      | États-Unis            | 12                        | 1                    | 1987–2000   | 14                                         |
|      | Tony Lema             | 1934–1966  | États-Unis            | 12                        | 1                    | 1962–1966   | 5                                          |
|      | Justin Leonard        | 1972–      | États-Unis            | 12                        | 1                    | 1996–2008   | 13                                         |
|      | Wayne Levi            | 1952–      | États-Unis            | 12                        | 0                    | 1978–1990   | 13                                         |
|      | Calvin Peete          | 1943–      | États-Unis            | 12                        | 0                    | 1979–1986   | 8                                          |
|      | Zach Johnson          | 1976–      | États-Unis            | 12                        | 2                    | 2004–2016   | 13                                         |
|      | Steve Stricker        | 1967-      | États-Unis            | 12                        | 0                    | 1996–2012   | 17                                         |
| 88   | Miller Barber         | 1931–      | États-Unis            | 11                        | 0                    | 1964–1978   | 15                                         |
|      | Andy Bean             | 1953–      | États-Unis            | 11                        | 0                    | 1977–1986   | 10                                         |
|      | Frank Beard           | 1939–      | États-Unis            | 11                        | 0                    | 1963–1971   | 9                                          |
|      | John Cook             | 1957–      | États-Unis            | 11                        | 0                    | 1981–2001   | 21                                         |
|      | Dow Finsterwald       | 1929–      | États-Unis            | 11                        | 1                    | 1955–1963   | 9                                          |
|      | Al Geiberger          | 1937–      | États-Unis            | 11                        | 1                    | 1962–1979   | 18                                         |
|      | Vic Ghezzi            | 1910–1976  | États-Unis            | 11                        | 1                    | 1935–1948   | 14                                         |
|      | Bob Goalby            | 1929–      | États-Unis            | 11                        | 1                    | 1958–1971   | 14                                         |
|      | Scott Hoch            | 1955–      | États-Unis            | 11                        | 0                    | 1980–2003   | 24                                         |
|      | Bobby Nichols         | 1936–      | États-Unis            | 11                        | 1                    | 1962–1974   | 13                                         |
|      | Payne Stewart         | 1957–1999  | États-Unis            | 11                        | 3                    | 1982–1999   | 18                                         |
| 99   | Gay Brewer            | 1932–2007  | États-Unis            | 10                        | 1                    | 1961–1972   | 12                                         |
|      | Olin Dutra            | 1901–1983  | États-Unis            | 10                        | 2                    | 1929–1945?  | 5+                                         |
|      | Steve Elkington       | 1962–      | Australie             | 10                        | 1                    | 1990–1999   | 10                                         |
|      | David Frost           | 1959–      | Afrique du Sud        | 10                        | 0                    | 1988–1997   | 10                                         |
|      | Don January           | 1929–      | États-Unis            | 10                        | 1                    | 1956–1976   | 21                                         |
|      | Ky Laffoon            | 1908–1984  | États-Unis            | 10                        | 0                    | 1933–1946   | 14                                         |
|      | John Mahaffey         | 1948–      | États-Unis            | 10                        | 1                    | 1973–1989   | 17                                         |
|      | Mark McCumber         | 1951–      | États-Unis            | 10                        | 0                    | 1979–1994   | 16                                         |
|      | Dick Metz             | 1908–1993  | États-Unis            | 10                        | 0                    | 1935–1949   | 15                                         |
|      | Larry Nelson          | 1947–      | États-Unis            | 10                        | 3                    | 1979–1988   | 10                                         |
|      | Dave Stockton         | 1941–      | États-Unis            | 10                        | 2                    | 1967–1976   | 10                                         |
|      | Fuzzy Zoeller         | 1951–      | États-Unis            | 10                        | 2                    | 1979–1986   | 8                                          |
| 111  | Stuart Appleby        | 1971–      | Australie             | 9                         | 0                    | 1997–2010   | 14                                         |
|      | Seve Ballesteros      | 1957–2011  | Espagne               | 9                         | 5                    | 1978–1988   | 11                                         |
|      | Mike Brady            | 1887–1972  | États-Unis            | 9                         | 0                    | 1916–1926   | 11                                         |
|      | Wiffy Cox             | 1896–1969  | États-Unis            | 9                         | 0                    | 1930–1937   | 8                                          |
|      | Al Espinosa           | 1891–1957  | États-Unis            | 9                         | 0                    | 1924–1935   | 12                                         |
|      | Nick Faldo            | 1957–      | Angleterre            | 9                         | 6                    | 1984–1997   | 14                                         |
|      | Johnny Golden         | 1896–1936  | États-Unis            | 9                         | 0                    | 1927–1935   | 9                                          |
|      | Jay Haas              | 1953–      | États-Unis            | 9                         | 0                    | 1978–1993   | 16                                         |
|      | Jimmy Hines           | 1903–1986  | États-Unis            | 9                         | 0                    | 1933–1946   | 14                                         |
|      | Bobby Jones           | 1902–1971  | États-Unis            | 9                         | 7                    | 1923–1930   | 8                                          |
|      | Willie Klein          | 1901–1957  | États-Unis            | 9                         | 0                    | 1924?–1936? | 13?                                        |
|      | Jason Day             | 1987–      | Australie             | 9                         | 1                    | 2010–2016   | 7                                          |
|      | Dustin Johnson        | 1984–      | États-Unis            | 9                         | 0                    | 2008–2016   | 9                                          |
|      | Bubba Watson          | 1978–      | États-Unis            | 9                         | 2                    | 2010–2016   | 7                                          |
| 125  | K. J. Choi            | 1970–      | Corée du Sud          | 8                         | 0                    | 2002–2011   | 10                                         |
|      | Jim Colbert           | 1941–      | États-Unis            | 8                         | 0                    | 1969–1983   | 15                                         |
|      | Roberto De Vicenzo    | 1923– 2017 | Argentine             | 8                         | 1                    | 1951–1968   | 18                                         |
|      | Bruce Devlin          | 1937–      | Australie             | 8                         | 0                    | 1964–1972   | 9                                          |
|      | Dave Douglas          | 1918–1978  | États-Unis            | 8                         | 0                    | 1947–1954   | 8                                          |
|      | Brad Faxon            | 1961–      | États-Unis            | 8                         | 0                    | 1991–2005   | 15                                         |
|      | Fred Funk             | 1956–      | États-Unis            | 8                         | 0                    | 1992–2007   | 16                                         |
|      | Sergio García         | 1980–      | Espagne               | 8                         | 1                    | 2001–2012   | 11                                         |
|      | David Graham          | 1946–      | Australie             | 8                         | 2                    | 1972–1983   | 12                                         |
|      | Lee Janzen            | 1964–      | États-Unis            | 8                         | 2                    | 1992–1998   | 7                                          |
|      | Steve Jones           | 1958–      | États-Unis            | 8                         | 1                    | 1988–1998   | 11                                         |
|      | George Knudson        | 1937–1989  | Canada                | 8                         | 0                    | 1961–1972   | 12                                         |
|      | Ted Kroll             | 1919–2002  | États-Unis            | 8                         | 0                    | 1952–1962   | 11                                         |
|      | Lawson Little         | 1910–1968  | États-Unis            | 8                         | 1                    | 1936–1948   | 13                                         |
|      | Tony Manero           | 1905–1989  | États-Unis            | 8                         | 1                    | 1929–1938   | 10                                         |
|      | Ed Oliver             | 1916–1961  | États-Unis            | 8                         | 0                    | 1940–1958   | 19                                         |
|      | Jerry Pate            | 1953–      | États-Unis            | 8                         | 1                    | 1976–1982   | 7                                          |
|      | Loren Roberts         | 1955–      | États-Unis            | 8                         | 0                    | 1994–2002   | 9                                          |
|      | Chi Chi Rodriguez     | 1935–      | États-Unis            | 8                         | 0                    | 1963–1979   | 17                                         |
|      | Brandt Snedeker       | 1980–      | États-Unis            | 8                         | 0                    | 2007–2016   | 10                                         |
|      | J. C. Snead           | 1940–      | États-Unis            | 8                         | 0                    | 1971–1987   | 17                                         |
|      | Bob Tway              | 1959–      | États-Unis            | 8                         | 1                    | 1986–2003   | 18                                         |
|      | Mike Weir             | 1970–      | Canada                | 8                         | 1                    | 1999–2007   | 9                                          |
|      | Geoff Ogilvy          | 1977–      | Australie             | 8                         | 1                    | 2005–2014   | 10                                         |
| 150  | Jerry Barber          | 1916–1994  | États-Unis            | 7                         | 1                    | 1953–1963   | 11                                         |
|      | Mark Brooks           | 1961–      | États-Unis            | 7                         | 1                    | 1988–1996   | 9                                          |
|      | Clarence Clark        | 1907–1974  | États-Unis            | 7                         | 0                    | 1931–1936   | 6                                          |
|      | Gardner Dickinson     | 1927–1998  | États-Unis            | 7                         | 0                    | 1956–1971   | 16                                         |
|      | Bill Glasson          | 1960–      | États-Unis            | 7                         | 0                    | 1985–1997   | 13                                         |
|      | Retief Goosen         | 1969–      | Afrique du Sud        | 7                         | 2                    | 2001–2009   | 9                                          |
|      | Clarence Hackney      | 1894–1941  | Écosse États-Unis     | 7                         | 0                    | 1923–1931   | 9                                          |
|      | Chick Harbert         | 1915–1992  | États-Unis            | 7                         | 1                    | 1941–1954   | 14                                         |
|      | Chandler Harper       | 1923–1997  | États-Unis            | 7                         | 1                    | 1942–1955   | 14                                         |
|      | Jay Hebert            | 1923–1997  | États-Unis            | 7                         | 1                    | 1957–1961   | 5                                          |
|      | John Huston           | 1961–      | États-Unis            | 7                         | 0                    | 1990–2003   | 14                                         |
|      | Peter Jacobsen        | 1954–      | États-Unis            | 7                         | 0                    | 1980–2003   | 24                                         |
|      | Billy Maxwell         | 1929–      | États-Unis            | 7                         | 0                    | 1955–1962   | 8                                          |
|      | Dick Mayer            | 1924–1989  | États-Unis            | 7                         | 1                    | 1953–1965   | 13                                         |
|      | Gil Morgan            | 1946–      | États-Unis            | 7                         | 0                    | 1977–1990   | 14                                         |
|      | Johnny Palmer         | 1918–2006  | États-Unis            | 7                         | 0                    | 1946–1954   | 9                                          |
|      | Scott Simpson         | 1955–      | États-Unis            | 7                         | 1                    | 1980–1998   | 19                                         |
|      | Joey Sindelar         | 1958–      | États-Unis            | 7                         | 0                    | 1985–2004   | 20                                         |
|      | Bert Yancey           | 1938–1994  | États-Unis            | 7                         | 0                    | 1966–1972   | 7                                          |
|      | Jordan Spieth         | 1993–      | États-Unis            | 7                         | 3                    | 2013–2016   | 4                                          |
|      | Justin Rose           | 1980–      | Angleterre            | 7                         | 1                    | 2010–2015   | 6                                          |
|      | Matt Kuchar           | 1978–      | États-Unis            | 7                         | 0                    | 2002–2014   | 13                                         |
| 172  | Sammy Byrd            | 1906–1981  | États-Unis            | 6                         | 0                    | 1942–1945   | 4                                          |
|      | Bob Charles           | 1936–      | Nouvelle-Zélande      | 6                         | 1                    | 1963–1974   | 12                                         |
|      | Stewart Cink          | 1973–      | États-Unis            | 6                         | 1                    | 1997–2009   | 13                                         |
|      | Ed Furgol             | 1917–1997  | États-Unis            | 6                         | 1                    | 1947–1957   | 11                                         |
|      | Bob Gilder            | 1950–      | États-Unis            | 6                         | 0                    | 1976–1983   | 8                                          |
|      | Lou Graham            | 1938–      | États-Unis            | 6                         | 1                    | 1967–1979   | 13                                         |
|      | Paul Harney           | 1929–2011  | États-Unis            | 6                         | 0                    | 1957–1972   | 16                                         |
|      | Willie Hunter         | 1892–1968  | Écosse États-Unis     | 6                         | 0                    | 192?–1936   | ~11                                        |
|      | Gary Koch             | 1952–      | États-Unis            | 6                         | 0                    | 1976–1988   | 13                                         |
|      | Bob Lunn              | 1945–      | États-Unis            | 6                         | 0                    | 1968–1972   | 5                                          |
|      | Sandy Lyle            | 1958–      | Écosse                | 6                         | 2                    | 1985–1988   | 4                                          |
|      | Rocco Mediate         | 1962–      | États-Unis            | 6                         | 0                    | 1991–2010   | 20                                         |
|      | José María Olazábal   | 1966–      | Espagne               | 6                         | 2                    | 1990–2002   | 13                                         |
|      | Steve Pate            | 1961–      | États-Unis            | 6                         | 0                    | 1987–1998   | 12                                         |
|      | Bill Rogers           | 1951–      | États-Unis            | 6                         | 1                    | 1978–1983   | 6                                          |
|      | Bob Rosburg           | 1926–2009  | États-Unis            | 6                         | 1                    | 1954–1972   | 19                                         |
|      | Rory Sabbatini        | 1976-      | Afrique du Sud        | 6                         | 0                    | 2000–2011   | 12                                         |
|      | Dan Sikes             | 1929–1987  | États-Unis            | 6                         | 0                    | 1963–1968   | 6                                          |
|      | Jeff Sluman           | 1957–      | États-Unis            | 6                         | 1                    | 1988–2002   | 15                                         |
|      | Frank Stranahan       | 1922–      | États-Unis            | 6                         | 0                    | 1945–1958   | 14                                         |
|      | Peter Thomson         | 1929–      | Australie             | 6                         | 5                    | 1954–1965   | 12                                         |
|      | Mike Turnesa          | 1907–2000  | États-Unis            | 6                         | 0                    | 1931–1949   | 19                                         |
|      | Cyril Walker          | 1892–1948  | Angleterre États-Unis | 6                         | 1                    | 1917–1930   | 14                                         |
|      | Bo Wininger           | 1922–1967  | États-Unis            | 6                         | 0                    | 1955–1963   | 9                                          |
|      | Hunter Mahan          | 1982–      | États-Unis            | 6                         | 0                    | 2007–2014   | 8                                          |
|      | Bill Haas             | 1982–      | États-Unis            | 6                         | 0                    | 2010–2015   | 6                                          |
|      | Pádraig Harrington    | 1971–      | Irlande               | 6                         | 3                    | 2005–2015   | 11                                         |
| 201  | Buddy Allin           | 1944–2007  | États-Unis            | 5                         | 0                    | 1971–1976   | 6                                          |
|      | Jonathan Byrd         | 1978-      | États-Unis            | 5                         | 0                    | 2002–2011   | 10                                         |
|      | Pete Cooper           | 1914–1993  | États-Unis            | 5                         | 0                    | 1949–1958   | 10                                         |
|      | John Daly             | 1966–      | États-Unis            | 5                         | 2                    | 1991–2004   | 14                                         |
|      | Luke Donald           | 1977–      | Angleterre            | 5                         | 0                    | 2002–2012   | 11                                         |
|      | Danny Edwards         | 1951–      | États-Unis            | 5                         | 0                    | 1977–1985   | 9                                          |
|      | Dan Forsman           | 1958–      | États-Unis            | 5                         | 0                    | 1985–2002   | 18                                         |
|      | Marty Furgol          | 1916–2005  | États-Unis            | 5                         | 0                    | 1951–1959   | 9                                          |
|      | Jim Gallagher, Jr.    | 1961–      | États-Unis            | 5                         | 0                    | 1990–1995   | 6                                          |
|      | Ken Green             | 1958–      | États-Unis            | 5                         | 0                    | 1985–1989   | 5                                          |
|      | Fred Haas             | 1916–2004  | États-Unis            | 5                         | 0                    | 1945–1954   | 10                                         |
|      | Bob Hamilton          | 1916–1990  | États-Unis            | 5                         | 1                    | 1944–1949   | 6                                          |
|      | Jimmy Walker          | 1979–      | États-Unis            | 5                         | 0                    | 2013–2015   | 3                                          |
|      | Mark Wilson           | 1974–      | États-Unis            | 5                         | 0                    | 2007–2012   | 6                                          |
|      | Jerry Heard           | 1947–      | États-Unis            | 5                         | 0                    | 1971–1978   | 8                                          |
|      | Lionel Hebert         | 1928–2000  | États-Unis            | 5                         | 1                    | 1957–1966   | 10                                         |
|      | Herman Keiser         | 1914–2003  | États-Unis            | 5                         | 1                    | 1942–1947   | 6                                          |
|      | Tom Lehman            | 1959–      | États-Unis            | 5                         | 1                    | 1994–2000   | 7                                          |
|      | Roger Maltbie         | 1951–      | États-Unis            | 5                         | 0                    | 1975–1985   | 11                                         |
|      | Ray Mangrum           | 1910–1975  | États-Unis            | 5                         | 0                    | 1936–1946   | 11                                         |
|      | Billy Mayfair         | 1966–      | États-Unis            | 5                         | 0                    | 1993–1998   | 6                                          |
|      | Blaine McCallister    | 1958–      | États-Unis            | 5                         | 0                    | 1988–1993   | 6                                          |
|      | Bob Murphy            | 1943–      | États-Unis            | 5                         | 0                    | 1968–1986   | 19                                         |
|      | Jesper Parnevik       | 1965–      | Suède                 | 5                         | 0                    | 1998–2001   | 4                                          |
|      | Carl Pettersson       | 1977–      | Suède                 | 5                         | 0                    | 2005–2012   | 8                                          |
|      | Johnny Pott           | 1935–      | États-Unis            | 5                         | 0                    | 1960–1968   | 9                                          |
|      | Tom Purtzer           | 1951–      | États-Unis            | 5                         | 0                    | 1977–1991   | 15                                         |
|      | Phil Rodgers          | 1938–      | États-Unis            | 5                         | 0                    | 1962–1966   | 5                                          |
|      | Mason Rudolph         | 1934–2011  | États-Unis            | 5                         | 0                    | 1959–1970   | 12                                         |
|      | Bob Toski             | 1926–      | États-Unis            | 5                         | 0                    | 1953–1954   | 2                                          |
|      | Scott Verplank        | 1964–      | États-Unis            | 5                         | 0                    | 1985–2007   | 23                                         |
|      | Nick Watney           | 1981–      | États-Unis            | 5                         | 0                    | 2007–2012   | 6                                          |
|      | D. A. Weibring        | 1953–      | États-Unis            | 5                         | 0                    | 1979–1996   | 18                                         |
|      | Mark Wilson           | 1974–      | États-Unis            | 5                         | 0                    | 2007–2012   | 6                                          |
|      | Ben Crane             | 1976–      | États-Unis            | 5                         | 0                    | 2003–2014   | 12                                         |

### Titres dans un tournoi
Tiger Woods est le seul golfeur à avoir remporté sept tournois à au moins cinq reprises. Il est suivi par Sam Snead et Jack Nicklaus qui possèdent cinq victoires dans trois tournois. Dans le cas de Nicklaus, ces trois tournois sont des tournois du grand chelem.
| Nbr victoire | Joueur         | Tournoi                           | Années                                         |
| ------------ | -------------- | --------------------------------- | ---------------------------------------------- |
| 8            | Sam Snead      | Greater Greensboro Open           | 1938, 1946, 1949, 1950, 1955, 1956, 1960, 1965 |
| 8            | Tiger Woods    | Arnold Palmer Invitational        | 2000, 2001, 2002, 2003, 2008, 2009, 2012, 2013 |
| 7            | Tiger Woods    | WGC-Bridgestone Invitational      | 1999, 2000, 2001, 2005, 2006, 2007, 2009       |
| 7            | Tiger Woods    | Buick Invitational                | 1999, 2003, 2005, 2006, 2007, 2008, 2013       |
| 7            | Tiger Woods    | WGC-CA Championship               | 1999, 2002, 2003, 2005, 2006, 2007, 2013       |
| 6            | Harry Vardon   | Open britannique hommes           | 1896, 1898, 1899, 1903, 1911, 1914             |
| 6            | Alec Ross      | North and South Open              | 1902, 1904, 1907, 1908, 1910, 1914             |
| 6            | Sam Snead      | Miami Open                        | 1937, 1939, 1946, 1950, 1951, 1955             |
| 6            | Jack Nicklaus  | Masters                           | 1963, 1965, 1966, 1972, 1975, 1986             |
| 5            | J.H. Taylor    | Open britannique hommes           | 1894, 1895, 1900, 1909, 1913                   |
| 5            | James Braid    | Open britannique hommes           | 1901, 1905, 1906, 1908, 1910                   |
| 5            | Walter Hagen   | Western Open                      | 1916, 1921, 1926, 1927, 1932                   |
| 5            | Walter Hagen   | PGA Championship                  | 1921, 1924, 1925, 1926, 1927                   |
| 5            | Sam Snead      | Goodall Palm Beach Round Robin    | 1938, 1952, 1954, 1955, 1957                   |
| 5            | Ben Hogan      | Colonial National Invitation      | 1946, 1947, 1952, 1953, 1959                   |
| 5            | Peter Thomson  | Open britannique hommes           | 1954, 1955, 1956, 1958, 1965                   |
| 5            | Arnold Palmer  | Bob Hope Chrysler Classic         | 1960, 1962, 1968, 1971, 1973                   |
| 5            | Jack Nicklaus  | Tournament of Champions           | 1963, 1964, 1971, 1973, 1977                   |
| 5            | Jack Nicklaus  | Championnat de la PGA             | 1963, 1971, 1973, 1975, 1980                   |
| 5            | Tom Watson     | Open britannique hommes           | 1975, 1977, 1980, 1982, 1983                   |
| 5            | Mark O'Meara   | AT&T Pebble Beach National Pro-Am | 1985, 1989, 1990, 1992, 1997                   |
| 5            | Davis Love III | Verizon Heritage                  | 1987, 1991, 1992, 1998, 2003                   |
| 5            | Tiger Woods    | Championnat BMW                   | 1997, 1999, 2003, 2007, 2009                   |
| 5            | Tiger Woods    | Memorial Tournament               | 1999, 2000, 2001, 2009, 2012                   |
| 5            | Tiger Woods    | Masters                           | 1997, 2001, 2002, 2005, 2019                   |

### Titres PGA sur une saison
| #  | Joueurs       | Années |
| -- | ------------- | ------ |
| 18 | Byron Nelson  | 1945   |
| 13 | Ben Hogan     | 1946   |
| 11 | Sam Snead     | 1950   |
| 10 | Ben Hogan     | 1948   |
| 9  | Paul Runyan   | 1933   |
| 9  | Tiger Woods   | 2000   |
| 9  | Vijay Singh   | 2004   |
| 8  | Horton Smith  | 1929   |
| 8  | Gene Sarazen  | 1930   |
| 8  | Sam Snead     | 1938   |
| 8  | Byron Nelson  | 1944   |
| 8  | Arnold Palmer | 1960   |
| 8  | Arnold Palmer | 1962   |
| 8  | Johnny Miller | 1974   |
| 8  | Tiger Woods   | 1999   |
| 8  | Tiger Woods   | 2006   |

### Titres PGA sur deux saisons consécutives
| #  | Joueurs      | Années    |
| -- | ------------ | --------- |
| 26 | Byron Nelson | 1944-45   |
| 24 | Byron Nelson | 1945-46   |
| 20 | Ben Hogan    | 1946-47   |
| 18 | Ben Hogan    | 1945-46   |
| 17 | Ben Hogan    | 1947-48   |
| 17 | Sam Snead    | 1949-50   |
| 17 | Tiger Woods  | 1999-2000 |

### Titres PGA sur trois saisons consécutives
| #  | Joueurs       | Années    |
| -- | ------------- | --------- |
| 32 | Byron Nelson  | 1944-46   |
| 30 | Ben Hogan     | 1946-48   |
| 26 | Byron Nelson  | 1943-45   |
| 25 | Ben Hogan     | 1945-47   |
| 24 | Byron Nelson  | 1945-47   |
| 22 | Arnold Palmer | 1960-62   |
| 22 | Tiger Woods   | 1999-2001 |
| 21 | Arnold Palmer | 1961-63   |
| 21 | Tiger Woods   | 2005-07   |

### Record de titres consécutifs
| #  | Joueurs      | Années    |
| -- | ------------ | --------- |
| 11 | Byron Nelson | 1945      |
| 7  | Tiger Woods  | 2006-07   |
| 6  | Ben Hogan    | 1948      |
| 6  | Tiger Woods  | 1999-2000 |